# NuSTAR
NuSTAR (acrônimo de: Nuclear Spectroscopic Telescope Array) é um satélite estadunidense destinado a pesquisar o cosmos. Seus principais objetivos científico são realizar uma pesquisa profunda de buracos negros de um bilhão de vezes mais massiva que o Sol, entender como as partículas são aceleradas, em uma fração de um por cento abaixo da velocidade da luz em galáxias ativas , e entender como os elementos são criados nas explosões de estrelas massivas por imagem os restos, que são chamados remanescentes de supernova .
O satélite foi lançado em 13 de junho de 2012, embora a NASA tenha planejado seu laçamento em 21 de março, que foi adiado por causa de problemas com o software do foguete de lançamento. No lançamento, foi-se utilizado um foguete Pegasus-XL.